# Музруков, Борис Глебович

Бюст в Екатеринбурге

Бори́с Гле́бович Музру́ков (28 сентября [11 октября] 1904, Лодейное Поле, Олонецкая губерния — 31 января 1979, Москва) — советский руководитель-хозяйственник. Будучи руководителем нескольких военных заводов, способствовал значительному росту создания и производства военной техники. Генерал-майор инженерно-танковой службы, дважды Герой Социалистического Труда (1943, 1949). Лауреат Ленинской премии и двух Сталинских премий.

## Биография

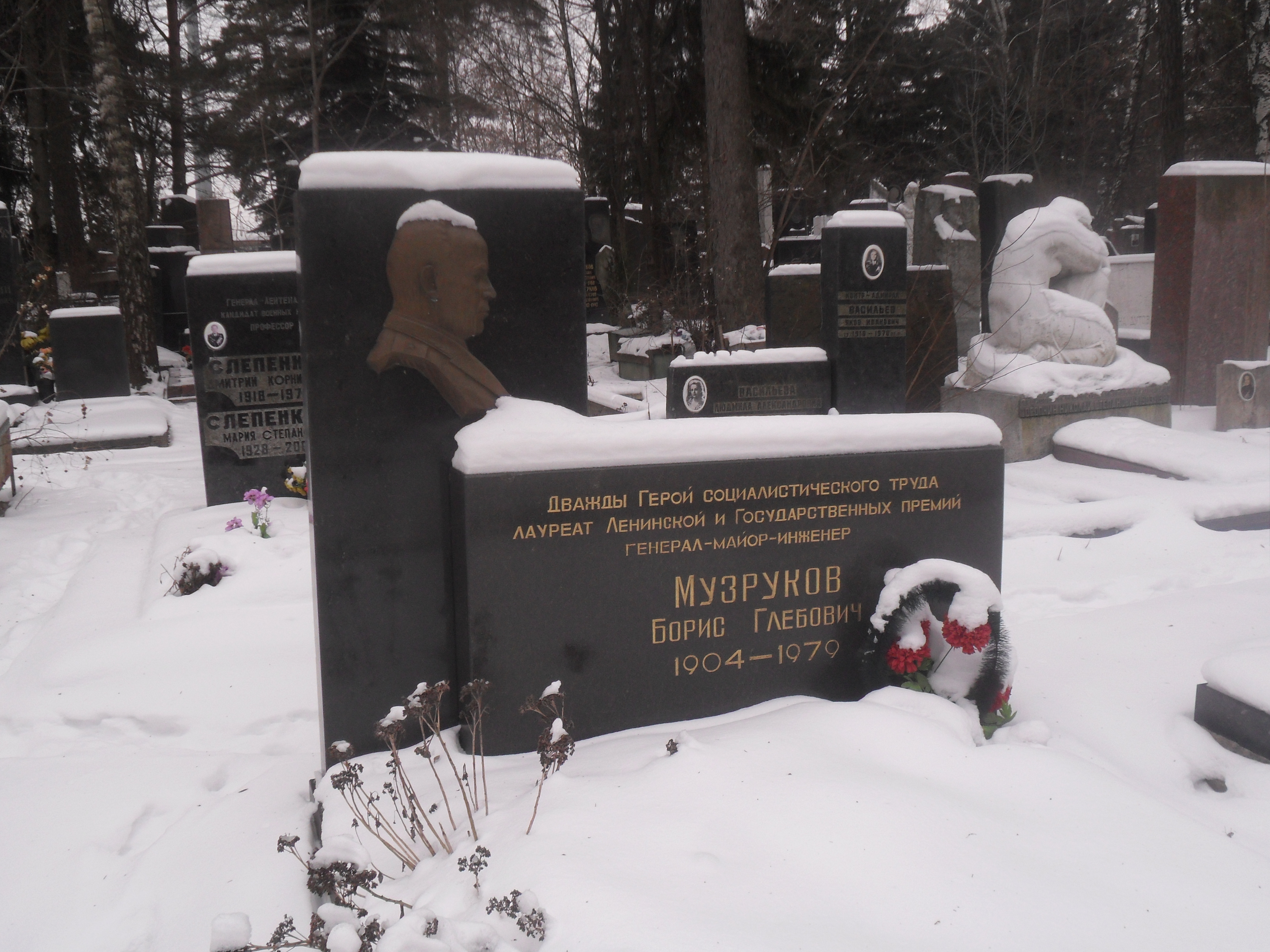
Могила Музрукова на Кунцевском кладбище Москвы

Родился 11 октября 1904 года в городе Лодейное Поле Олонецкой губернии (ныне Ленинградской области).
В 1922 году окончил среднюю школу, поступил на рабфак, затем в Ленинградский технологический институт, который он окончил в 1929 году.
После института Музрукова Б. Г. направляют на Кировский завод мастером. Уже через два года он — заместитель начальника цеха, затем начальник цеха, а в 1938 году — главный металлург завода.
В ноябре 1939 года И. В. Сталин утвердил решение о назначении Музрукова директором завода Уралмаш.
В 1947 году решением правительства Музруков Б. Г. был переведен на Комбинат № 817, где велись работы по созданию и освоению производства плутония для первой атомной бомбы. После «Маяка» Музруков некоторое время возглавлял 4-е Управление Минсредмаша.
В июне 1955 года он становится директором КБ-11 (ВНИИЭФ) и руководит им почти 20 лет до ухода на персональную пенсию союзного значения в 1974 году. Период его работы во ВНИИЭФ отмечен огромным объёмом разработанных атомных зарядов для всех родов войск, а также развитием промышленной базы и социальной структуры города.
Умер 31 января 1979 года в Москве, похоронен на Кунцевском кладбище.
Депутат ВС СССР 3-го созыва.

### Семья
Борис Глебович был трижды женат:
Первая жена — Музрукова (Гущина) Анна Александровна (1905—1951), умерла и похоронена в Москве на Ваганьковском кладбище.
Вторая жена — Гельман Анна (фамилия по первому мужу), доктор технических наук. Внесла большой вклад в развитие радиохимии и неорганической химии. С 1949 года её деятельность была связана с ПО «Маяк». Умерла и похоронена в Москве.
Третья жена — Музрукова Валентина Дмитриевна.

## Награды и Премии
- дважды Герой Социалистического Труда (1943[3], 1949);.
- четыре ордена Ленина
- орден Октябрьской революции
- орден Кутузова I степени
- орден Отечественной войны I степени
- три ордена Трудового Красного Знамени (21.06.1939, 05.08.1944, за успешное выполнение задания Государственного Комитета Обороны по выпуску артиллерийских самоходных установок и бронекорпусов, 10.10.1964)
- Ленинская премия (1962)
- Сталинская премия (1951) — за научно-техническое руководство проектными и конструкторскими работами заводов №2 и 4 и успешное освоение комбината №817
- Сталинская премия первой степени (1953) — за разработку и промышленное освоение методов выделения и переработки трития

## Память

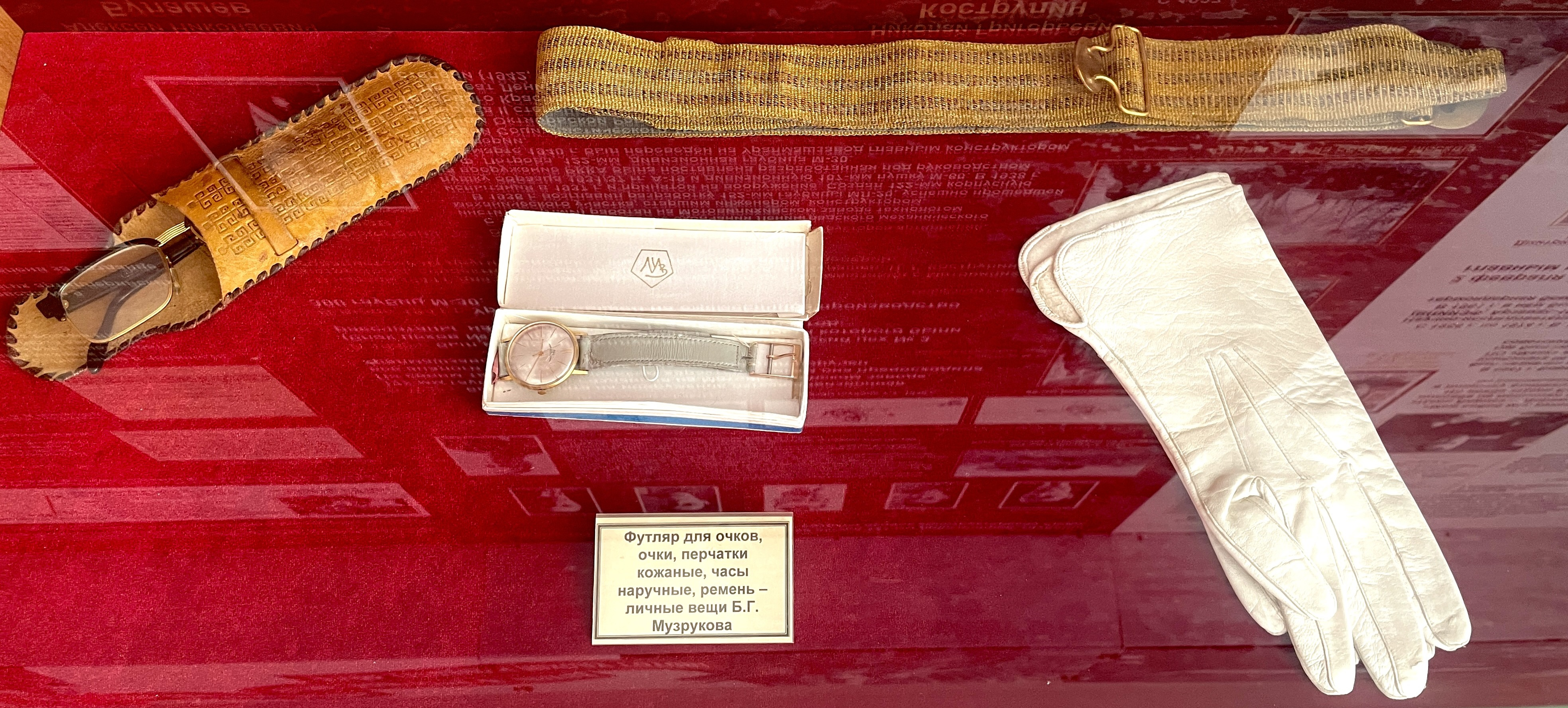
Личные вещи Музрукова Б. Г. в музее Истории УЗТМ

- Почётный гражданин города Арзамас-16 (ныне Саров). Его имя носит проспект в этом городе, а также улица в Озёрске Челябинской области.
- Бюст дважды Героя Социалистического Труда Б. Г. Музрукова установлен в городе Лодейное Поле Ленинградской области.15 июля 1981 г
- В 2005 году ему открыт памятник в Екатеринбурге.
- 23 ноября 2010 года в Театральном сквере на проспекте Музрукова в городе Сарове Нижегородской области был торжественно открыт бронзовый бюст Борису Глебовичу Музрукову. Автор бюста — уральский скульптор Константин Грюнберг. На открытии присутствовали вдова Валентина Дмитриевна и внуки Александр и Екатерина. Данное мероприятие было приурочено к 55-летию со дня испытания РДС-37.
- В 2004 году была выпущена почтовая марка России, посвящённая Музрукову.